# طلای کهنه
طلای کهنه یا طلای عتیقه، رنگ زرد تیره‌ای است که از نور متفاوت زیتونی یا قهوه‌ای زیتونی با زرد قوی است و به‌طور کلی به سمت تیره‌تر از این محدوده است.
نخستین استفاده ثبت‌شده از طلای قدیمی به عنوان نام رنگ در زبان انگلیسی در اوایل قرن نوزدهم (سال دقیق نامشخص) بود.